# ذيل الكلب
ذيل الكلب (باللاتينية: Cynosurus) جنس نباتي عشبي ينتمي إلى الفصيلة النجيلية. يضم عدة أنواع.

## من أنواعه
- ذيل الكلب الأنيق (باللاتينية: Cynosurus coloratus)
- ذيل الكلب البلتييري (باللاتينية: Cynosurus peltieri)
- ذيل الكلب القصبي (باللاتينية: Cynosurus junceus)
- ذيل الكلب القنفذي (باللاتينية: Cynosurus echinatus)
- ذيل الكلب متعدد العصافات (باللاتينية: Cynosurus polybracteatus)
- ذيل الكلب المريش (باللاتينية: Cynosurus cristatus)
- ذيل الكلب الملون (باللاتينية: Cynosurus coloratus)
- ذيل الكلب المنساب (باللاتينية: Cynosurus effusus)